# Wuppertaler Senke
Die Wuppertaler Senke ist eine naturräumliche Einheit mit der Ordnungsnummer 3371.3 auf dem Stadtgebiet der bergischen Großstadt Wuppertal und der westfälischen Stadt Schwelm. Sie gehört zur Über-Haupteinheit Bergisch-Sauerländisches Unterland, Ordnungsnummer 337 in der Gliederung Niederbergisch-Märkisches Hügelland (Ordnungsnummer 3371).
Die Senke besteht aus stark gefalteten, durch hohe Niederschläge abgetragenen und verkarsteten Massenkalken aus dem Mitteldevon, die auf einer mittleren Höhenlage von 200 m ausgedehnt verebnet sind. Gegliedert wird die Senke durch die Wupper, die Schwelme und ihre Zuflüsse. Nach Norden und Süden steigen steile Hänge auf hochgelegene Höhenrücken und Hochflächen an, die aus Grauwacken, Sandsteinen und Schiefern bestehen. Inselartige Heraushebungen wie der Linderhauser Rücken, der Hardtschieferrücken oder der Nützenberger Querriegel gliedern die Wuppertaler Kalksenke. Sie entstanden durch Spezialfaltungen und horstartige Erhebungen.

## Gliederung
- 3371.3 Wuppertaler Senke

- 3371.30 Linderhauser Senke
- 3371.31 Schwelmer Massenkalktal
- 3371.32 Linderhauser Rücken
- 3371.33 Barmer Kalksenke
- 3371.34 Hardtschieferrücken
- 3371.35 Elberfelder Kalksenke
- 3371.36 Nützenberger Querriegel
- 3371.37 Sonnborner Kalkgebiet
- 3371.38 Vohwinkeler Senke